# Paolo Ferrari
Pour les articles homonymes, voir Ferrari.
Paolo Ferrari né à Bruxelles le 26 février 1929 et mort à Monterotondo le 6 mai 2018 est un acteur, doubleur de voix et animateur de télévision italien.

## Biographie
Paolo Ferrari est né à Bruxelles alors que son père était à l'époque consul d'Italie au Congo belge et qu'il était en Belgique pour une mission diplomatique. Sa mère, Giulietta, était une pianiste de concert. Il a fait ses débuts à l'âge de 9 ans dans Ettore Fieramosca d'Alessandro Blasetti. Il est d'abord connu sous le nom de « Il Balilla Paolo », personnage qu'il a joué dans de nombreuses émissions de radio pour enfants et adolescents pendant la période fasciste. Après la guerre, il a étudié à l'Académie nationale d'art dramatique de Rome et a tourné dans 45 films de 1938 à 2011, ainsi que des séries pour la télévision.

## Filmographie partielle
- 1938 : Ettore Fieramosca d'Alessandro Blasetti
- 1943 : Tragique destin (I pagliacci ) de  Giuseppe Fatigati
- 1948 : Cocaïne (Una lettera all'alba) de Giorgio Bianchi
- 1949 : Fabiola d' Alessandro Blasetti
- 1954 : Ridere! Ridere! Ridere! d'Edoardo Anton
- 1958 : Voyage de plaisir (Camping) de Franco Zeffirelli
- 1960 : Je cherche une maman  (Appuntamento a Ischia) de Mario Mattoli
- 1962 : 
  - Copacabana Palace de Steno
  - Le Jour le plus court ( Il giorno più corto) de  Sergio Corbucci
  - Les Don Juan de la Côte d'Azur (I Dongiovanni della Costa Azzurra) de Vittorio Sala
  - Les Jours comptés (I Giorni contati) d'Elio Petri
- 1964 : Le Sexe des anges ( Le voci bianche) de  Pasquale Festa Campanile et Massimo Franciosa
- 1965 : L'Amant paresseux (Il morbidone) de Massimo Franciosa
- 1967 : Allô, il y a une certaine Giuliana pour toi (Pronto... c'è una certa Giuliana per te) de Massimo Franciosa
- 1969 : Moi, Emmanuelle (Io, Emmanuelle) de  Cesare Canevari
- 1989 : Nulla ci può fermare d'Antonello Grimaldi
- 1994 : Même heure, l'année prochaine (Tutti gli anni una volta l'anno) de Gianfrancesco Lazotti
- 2011 : L'amour a ses raisons ( Manuale d'amore 3) de Giovanni Veronesi